# Cis molokaiensis
Cis molokaiensis är en skalbaggsart som beskrevs av Perkins 1900. Cis molokaiensis ingår i släktet Cis och familjen trädsvampborrare. Inga underarter finns listade i Catalogue of Life.